# Chromolithografie

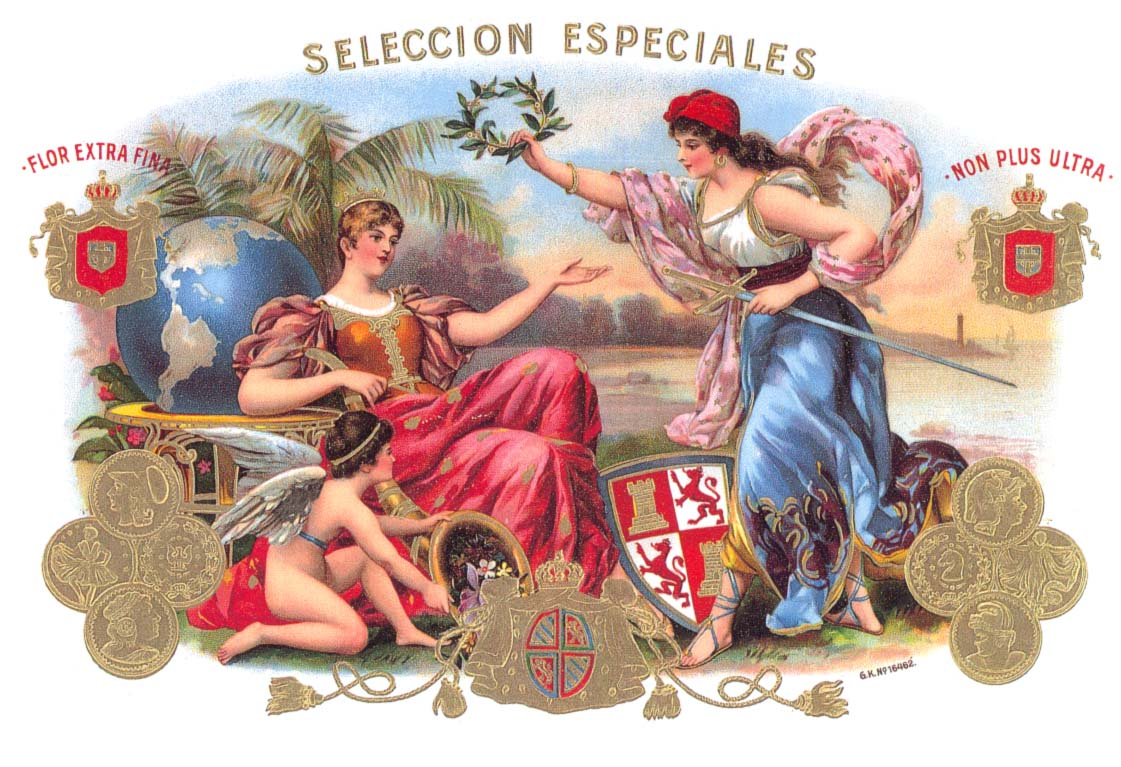
Afbeelding op een sigarendoos, begin 20e eeuw

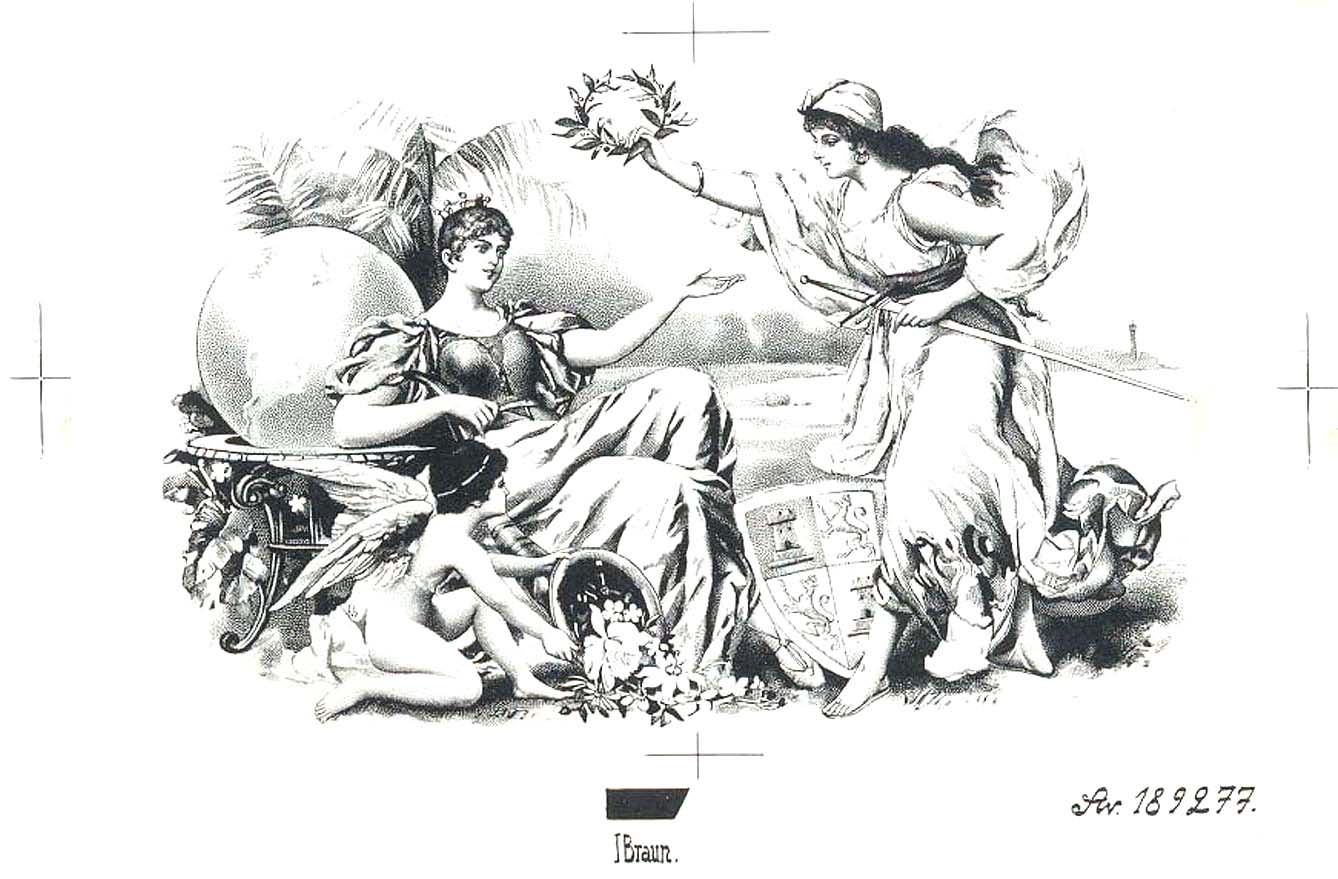
Basistekening met vier referentiekruizen

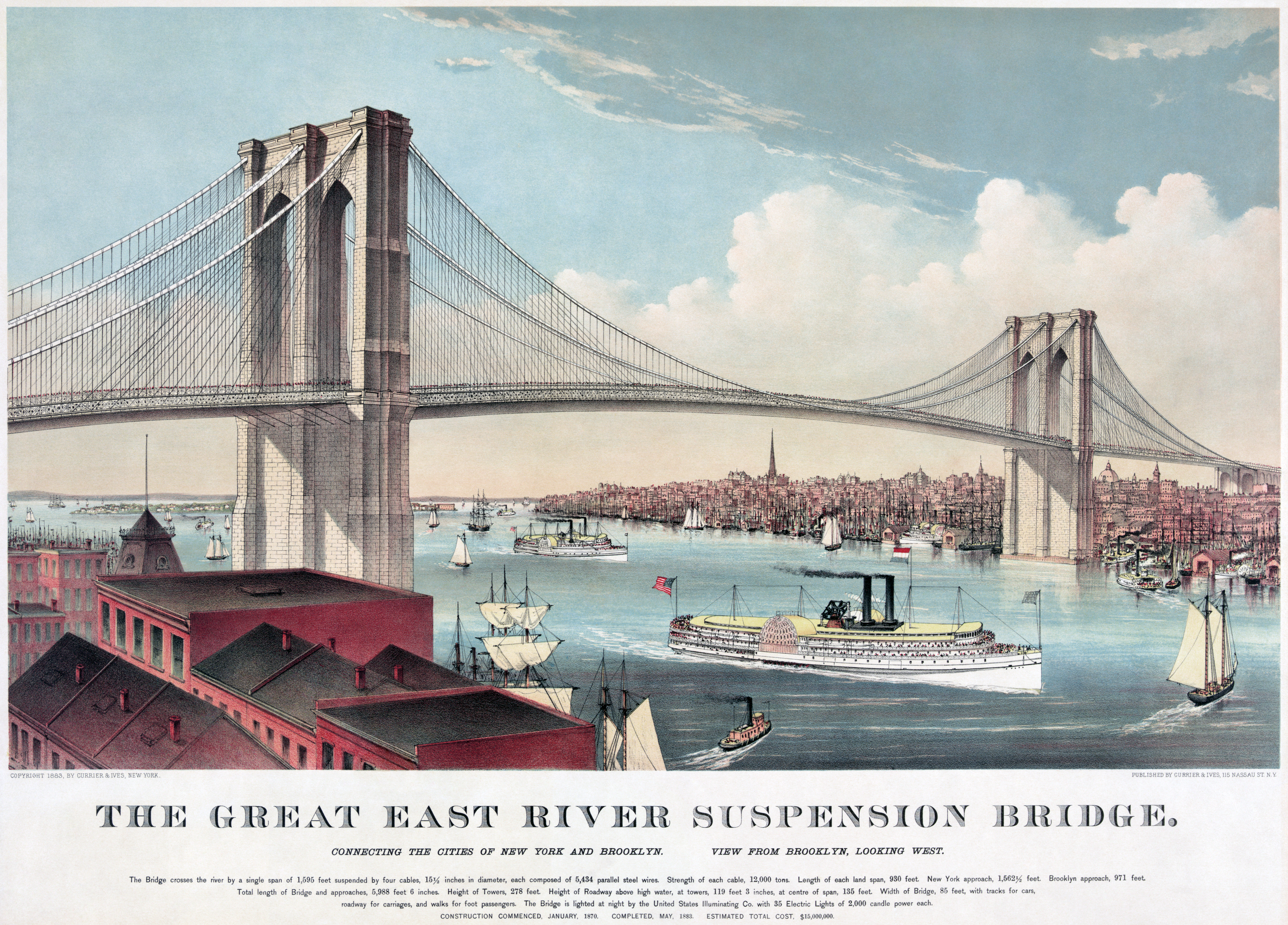
Chromolithografie van de Brooklyn Bridge uit 1883 door Currier and Ives

Chromolithografie is een druktechniek bedoeld voor het maken van meerkleurige afdrukken. De methode is goeddeels ontwikkeld door Godefroy Engelmann die hier in 1837 een octrooi op kreeg. In de 19e eeuw werden wel meer kleurdrukmethoden ontwikkeld maar de chromolithografie was het meest populair.
Chromolithografie is een chemisch proces dat min of meer hetzelfde werkt als gewone lithografie met het verschil dat voor elke kleur die gebruikt wordt een aparte drukplaat wordt gebruikt. Deze platen waren meestal van zink of kalksteen.
Allereerst werd een basistekening gemaakt. Vervolgens werd dezelfde afbeelding met waskrijt op de drukplaten getekend met dát verschil dat alleen het gedeelte van de tekening dat de betreffende kleur had getekend werd. Vervolgens werden de drukplaten bewerkt met Arabische gom waar een zure stof aan toe was gevoegd. Hierdoor werd de drukplaat uitgebeten, behalve dat deel waar de wassen tekening op stond. Hierna was de drukplaat klaar. Nu kon het papier met de verschillend gekleurde drukplaten bedrukt worden. Om de afbeeldingen precies te laten passen werden de tekeningen voorzien van referentiekruizen.
Chromolitho's waren er in verschillende kwaliteiten. Voor de duurdere exemplaren werden soms meer dan twintig verschillende kleuren gebruikt. Het was een arbeidsintensief proces dat eind jaren dertig meer en meer werd verdrongen door de offsetdruk. De industriële lithografie of steendruk verdween definitief in de jaren 60 van de 20e eeuw uit de drukkerijen om het exclusieve domein te worden van de beeldend kunstenaar.
Een variant is de toonlithografie die wel schakeringen maar slechts weinig steunkleuren laat zien.

## Chromolitho als verzamelobject
De wereld van prenten uitgegeven in chromolithografie is enorm. Duizenden chromo's werden over de gehele wereld uitgegeven. Ze zijn gezocht door verzamelaars. In Nederland en België verzamelt men een bepaald merk en verzamelaars trachten dan ook hun verzameling zo volledig mogelijk te maken. De catalogi van de verschillende merken vormen een belangrijke naslagbron.
In Frankrijk verzamelt men vooral thematisch. De onderwerpen zijn oneindig verschillend; hier enkele thema's: zoekprenten, kinderen, topografie, kinderspelen, poppen, planten en dieren, biljart en voetballen. Ook in de Verenigde Staten worden duchtig chromo's verzameld; daar spreekt men van trade cards.

## Afbeeldingen

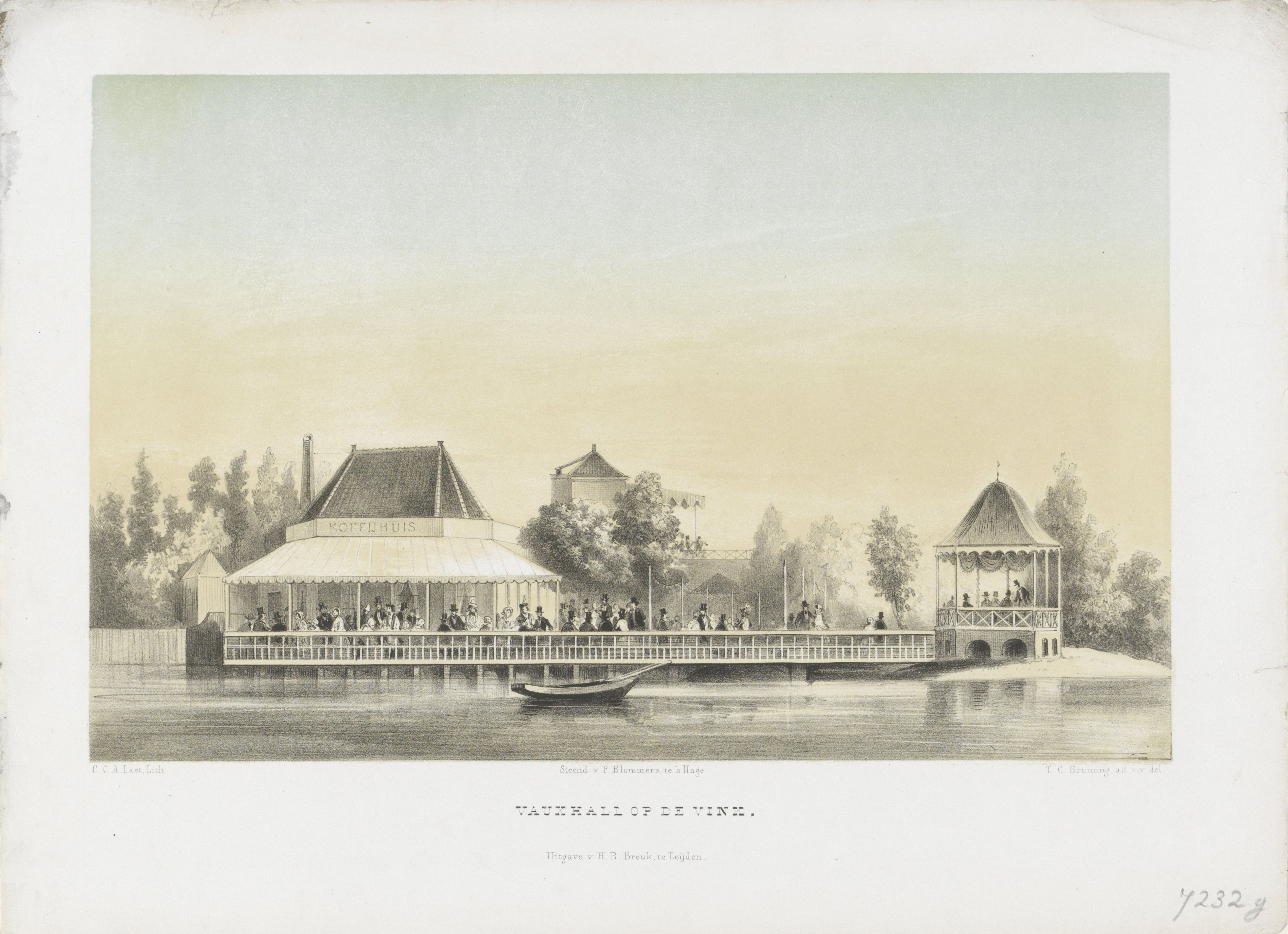
Toonlithografie, Leiden 1855